# Bradley Green (Worcestershire)
Bradley Green – wieś w Anglii, w hrabstwie Worcestershire, w dystrykcie Wychavon. Leży 16 km na północny wschód od miasta Worcester i 154 km na północny zachód od Londynu. Miejscowość liczy 133 mieszkańców. Bradley Green jest wspomniana w Domesday Book (1086) jako Bradelege.